# Luisa Carnés
Luisa Genoveva Carnés Caballero — aussi connue sous les pseudonymes Clarita Montes et Natalia Valle —, née à Madrid le 3 janvier 1905 et morte à Mexico le 12 mars 1964, est une écrivaine et journaliste espagnole.

## Biographie
Elle provenait d'une humble famille madrilène : son père, Luis Carnés, était barbier et sa mère, Rosario Caballero, couturière, travail qu'elle a abandonné pour s'occuper de ses six enfants dont l'aîné était Luisa. Elle a quitté l'école à l'âge de onze ans pour devenir apprentie dans un atelier de chapeaux de sa tante (Petra Caballero Aparicio). Ensuite, elle a commencé à travailler dans une pâtisserie, comme elle raconte dans une interview en 1930.

« À l'âge de onze ans, j'ai appris un métier. C'est alors, peut-être, qu'ont surgi en moi les inquiétudes qui ne m'ont pas encore quitté, les questions auxquelles je n'ai pas encore trouvé de réponse : Pourquoi les femmes se détestent-elles si terriblement ? »

Dans ces pages, elle avoue qu'en 1923 elle a écrit que son premier travail comme écrivaine a été un conte et que, comme elle ne pouvait pas acheter des livres, elle se nourrissait spirituellement des feuilletons publiés par les journaux et des romans à deux sous. C'est ainsi qu'elle a pu améliorer ses lectures jusqu'à réussir à lire Cervantes, Dostoievski, Tolstói... d'une manière autodidacte, grâce aux livres qu'elle achetait et échangeait dans des librairies populaires, en même temps qu'elle travaillait comme opératrice ou dactylographe dans la maison d'édition Compagnie Iberoamericana de Publications (CIAP). Elle y a rencontré son premier mari, le dessinateur Ramón Puyol (1907-1981), avec qui elle a eu un enfant, et a joui d'une certaine reconnaissance comme écrivaine. Après la faillite de cette maison d'édition, elle a émigré à Algeciras et ensuite retournée à Madrid où elle a travaillé comme serveuse dans un salon de thé que l'a inspiré, d'après certains, son meilleur livre, Tea Rooms. Son idéologie est présente dans une grande partie de son œuvre, elle a été militante du Parti communiste espagnol (PCE) et appuyait Clara Campoamor dans la défense du suffrage féminin. Elle est également membre du mouvement artistique féministe des Las Sinsombrero. 
Défenseur actif de la cause républicaine, au début de la Guerre Civile elle a écrit des articles et du théâtre de combat dans sa défense dont elle a donné la première avec Rafael Alberti jusqu'à son départ en France à travers La Jonquera. Elle a échappé à être confinée dans un camp de concentration par l'intermédiaire du président mexicain Lázaro Cárdenas. C'est ainsi que Luisa Carnés s'est exilée en 1939 au Mexique, embarquant sur le célèbre transatlantique Veendam avec d'autres intellectuels républicains. Elle y est restée jusqu'à sa mort en mars 1964 dans un accident de circulation où sa famille s'est sauvée. Elle a laissé un corpus littéraire d'une dizaine d'œuvres, une soixantaine de contes, trois cents pièces de théâtre et des centaines de chroniques.

## Œuvre
Le premier conte situé dans la presse est Mar adentro (1926), publié dans La Voz, Madrid (22 octobre 1926, p. 7). Entre cette date et le printemps de 1929, elle publie quatre contes dans la presse, ce qui n'est pas fréquent parmi les personnes extérieures au monde de la culture.
Son premier ouvrage imprimé, Peregrinos del calvario (1928), réunit une série de courts romans influencés par Dostoyevski, par Tolstoi, par le roman-feuilleton et par le roman populaire, dans un ton religieux commun à ses premiers textes. C'est avec cette œuvre qu'elle émerveille les critiques par la maturité de son style, sa force expressive et ses excellentes qualités d'observation. Ainsi, à seulement vingt-trois ans, elle débarque sur les cercles littéraires madrilènes et devient tôt l'une des figures féminines les plus célèbres de la culture espagnole des années 1930 grâce à son récit social. Elle contribuait activement aux principaux médias de l'époque, notamment La Voz et les hebdomadaires Estampa et Crónica (es), avec des histoires, des récits et des reportages.
En 1930 paraît sa deuxième publication narrative, dont l'action se déroule à Madrid et dont le personnage principal est une figure intéressante qui donne son nom à l'œuvre, Natacha. L'action se déroule dans un atelier textile où elle a travaillé pendant un certain temps. Elle a été saluée par les critiques comme une œuvre de maturité. Et en 1934, Tea Rooms. Mujeres obreras est publié, son roman le plus social, un roman-reportage avec des expériences réelles des femmes ouvrières de l'époque, réédité en 2016.
En 1936, au début de la guerre civile, elle fait irruption sur la scène espagnole avec Así empezó..., dont la première a été donnée le 22 octobre au théâtre Lara de Madrid, un drame de agitprop dans un acte qui a reçu d'excellentes critiques pour son « originalité et son intérêt »,.
Ses derniers mois en Espagne, ainsi que son départ en 1939 et son arrivée au Mexique, ont été relatés dans De Barcelona a la Bretaña francesa. Episodios de heroísmo y martirio de la evacuación española, qui est resté inédite entre les mains de son fils jusqu'en 2014, quand elle a été publiée par Renacimiento,. Elle a également écrit le roman El eslabón perdido, où l'auteure décrit le conflit générationnel qui confronte les exilés adultes et leurs descendants, qui n'ont pas connu la patrie perdue et désirée, et qui cherchent leur place dans la terre qui les a accueillis.
Elle a aussi écrit deux autres pièces dramatiques publiées au Mexique, mais il n'existe aucune trace de leur première : Cumpleaños (1966) et Los vendedores del miedo (1966).
En 2017, la maison d'édition Hoja de Lata a publié une sélection de ses contes sous le titre Trece cuentos (1931-1963), et l'année suivante, Espuela de Plata a publié ses contes complets. En 2019, Espuela de Plata publie son deuxième roman : Natacha (1930).

## Travail en tant que journaliste
Sa vie de journaliste en Espagne a été courte, à cause de l'irruption de la guerre civile. Lors de la République, elle a fait partie du groupe de journalistes qui s'est distingué dans la presse madrilène. Elle a pratiqué un journalisme qui s'immergeait dans des aspects méconnus de la réalité, cherchant le côté humain et traduisant dans ses écrits les réponses aux questions qui préoccupaient le peuple.
Ses premiers travaux journalistiques ont paru dans Ondas (1929), La Voz (1930) et Nuevo Mundo (1933). Son travail dans l'hebdomadaire Estampa se distingue pendant trois ans : « Una mujer busca trabajo » (1934), « El hombre que sirve los periódicos al presidente de la República » (1934) et « La chalequera que le regaló un chaleco a don Alfonso XII » (1934). Elle réalise également des reportages en série : « Los hombres célebres vistos por sus cuidadores » (1934-1935) et « Mi vida: las memorias de Miss España recogidas por Luisa Carnés » (1934).
Elle a rejoint le journal Ahora en 1934, parmi ses articles ressort « Pensión completa. Memorias de una criada » (1934), et pendant la guerre civile : « Las monjas luchan por la República. Una de ellas se hace comunista » (1936) ; et dans Estampa: « El mono proletario, uniforme de honor » (1936), « Carteles antifascistas » (1936), « Un nuevo arte de la guerra en las calles de Valencia » (1937) et « Un día en las trincheras » (1937), dans lesquels elle s'est approchée du front et de la vie à l'avant-garde. Au fil des années, elle a également collaboré au Mundo Obrero et à l'Altavoz del frente, Frente Rojo, et sous le pseudonyme de Natalia Valle au journal de la jeunesse communiste La Hora (1938).

### Exil au Mexique
Au Mexique, Carnés a commencé à travailler à la radio et elle a centré son travail dans le domaine journalistique. En tant qu'exiliée et militante communiste et féministe, elle a contribué à diverses publications Romance (1940), España Popular (1942), Nuestro Tiempo (1947), España y la Paz (1951), Juventud de España et Mujeres Españolas (1951), l'organe de l'Union de Femmes Antifascistes Espagnoles, une publication dont elle était la directrice. En tant que journaliste professionnelle, elle a travaillé dans la presse mexicaine: El Nacional, La Prensa, Novedades et le magazine Noticias Gráficas, où elle signait sous le pseudonyme de Clarita Montes. Jusqu'en 1951, elle a dédoublé son identité afin de diversifier sa production. En effet, elle pensait que les activités littéraires et journalistiques devaient être séparées, de là l'emploi de ses divers pseudonymes.

## Pensée et narrative
Carnés projette sa biographie, ses expériences et l'évolution des tensions existentielles sur ses personnages féminins. Sa conscience politique la conduisait à une vision émancipatrice des classes ouvrières. Elle cherchait à montrer de manière particulière les contradictions d'un système injuste qui punissait les femmes. Ses protagonistes sont autorisées à défier le cours de l'histoire en se livrant à des actes de rébellion et de provocation.